# Franciszek Smuda
Franciszek Smuda (* 22. Juni 1948 in Lubomia, Schlesien; deutsch auch Franz Smuda; † 18. August 2024 in Krakau) war ein polnisch-deutscher Fußballspieler und -trainer.

## Karriere

### Als Spieler
Smuda begann seine Karriere bei den Jugendmannschaften von KP Unia Racibórz und GKS Odra Wodzisław Śląski. 1970 kam er in den Kader der ersten Mannschaft von FKS Stal Mielec. Von 1970 bis 1971 war er bei Piast Gliwice unter Vertrag.
Infolge mehrerer Verletzungen am Kreuzband und am Außenband verließ Smuda 1972 oder 1973 24-jährig Europa und ging nach Nordamerika, um sich in den Vereinigten Staaten operieren zu lassen, weil die Medizin dort „schon einen Schritt weiter“ war. Anschließend ging er dort in die Rehabilitation. Nach der erfolgreichen Reha blieb er in den USA und spielte für Vistula Garfield in New Jersey und ab 1975 bei den Hartford Bicentennials. Bei letzteren konnte er sich „wieder für die polnische Liga empfehlen“. So verließ er dann wieder Nordamerika und kehrte nach Polen zurück. Smuda war dann zwei Jahre bei Legia Warschau aktiv. 1978 ging er wieder nach Nordamerika und war in den USA bei den Oakland Stompers, den Los Angeles Aztecs und zuletzt bei den San José Earthquakes aktiv.
Nach seinem Aufenthalt in Übersee kehrte er nach Europa zurück und spielte erst von 1979 bis 1981 bei der SpVgg Fürth (heute SpVgg Greuther Fürth) und beendete anschließend seine Karriere als Fußballer beim Oberligisten VfB Coburg.

### Als Trainer
Der VfB Coburg war auch Smudas erste Station als Trainer. Später trainierte er von 1984 bis 1987 den deutschen Klub ASV Forth, 1987 bis 1988 die DJK Eintracht Süd Nürnberg und 1988 bis 1989 den 1. FC Herzogenaurach. Von 1989 bis 1993 lebte Smuda in der Türkei. Er trainierte ein Jahr Altay İzmir und weitere zwei Jahre Konyaspor. 1993 kehrte er nach Deutschland zurück und wurde Trainer beim FV Wendelstein.
Nach einer kurzen Zeit kehrte er zurück nach Polen. Smuda wechselte zu seinem allerersten Profiklub als Spieler FKS Stal Mielec, mit dem er in seinem ersten Jahr den Abstieg aus der höchsten polnischen Spielklasse verhindern konnte. 1995 unterschrieb er einen Vertrag bei Widzew Łódź und wurde in den Jahren 1996 und 1997 Meister. In der Saison 1996/97 qualifizierte er sich als Trainer mit Widzew für die UEFA Champions League. In einer Gruppe mit Borussia Dortmund, Atlético Madrid und Steaua Bukarest belegte der polnische Vertreter Platz drei. 1998 musste er Łódź nach einem vierten Platz in der Liga verlassen und ging zu Wisła Krakau. Mit Wisła wurde er erneut Meister, qualifizierte sich aber nicht für die Champions League. 1999 ging er zu Legia Warschau. Diesmal kehrte er titellos nach Krakau zu Wisła zurück, die er ebenfalls titellos zuerst zu Widzew Łódź (2002) dann zu Piotrcovia Piotrków Trybunalski (2003), dann wieder zu Widzew Łódź verließ. Im zweiten Gastspiel stieg er mit Widzew ab. Danach verließ er Polen Richtung Zypern und stand ein halbes Jahr bei Omonia Nikosia unter Vertrag. Er kehrte Ende 2004 zurück und trainierte zuerst Odra Wodzisław Śląski, danach Zagłębie Lubin und Lech Posen.
Ab dem 29. Oktober 2009 war er Trainer der polnischen Nationalmannschaft; sein Vertrag lief bis 30. August 2012. Nach dem Ausscheiden der Nationalmannschaft in der Vorrunde der Fußball-Europameisterschaft 2012 verlängerte Smuda seinen Vertrag nicht.
Zur Rückrunde 2012/13 wurde Smuda neuer Trainer von Zweitligist SSV Jahn Regensburg. Er erhielt einen Vertrag bis Saisonende. Bei seiner Amtsübernahme belegte Jahn den letzten Tabellenplatz mit 13 Punkten aus 19 Spielen. Nach dem Abstieg wurde Smudas Vertrag nicht verlängert.
Im Sommer 2013 verpflichtete Wisła Krakau Smuda als neuen Cheftrainer. In der Saison 2013/14 führte er den Klub in der polnischen Ekstraklasa auf den fünften Platz. Nach anhaltender Erfolglosigkeit wurde er Anfang März 2015 entlassen.
Zur Rückrunde der Saison 2016/17 wurde er als Trainer des abstiegsbedrohten polnischen Erstligisten Górnik Łęczna verpflichtet.
Im August 2017 kehrte er erneut zu Widzew Lodz zurück.

## Erfolge als Trainer
- Polnischer Meister (1996, 1997 und 1999)
- Polnischer Pokal (2009)
- Polnischer Supercup (1996 und 2001)
- Einzug in die Gruppenphase der Champions League (1996)

## Wissenswertes
Smuda besaß neben der polnischen auch die deutsche Staatsbürgerschaft. Während er in polnischen Dokumenten als Franciszek Smuda geführt wurde, wurde er in seinem deutschen Pass sowie in anderen deutschen Dokumenten als Franz Smuda geführt. Franz Smuda war verheiratet und Vater eines Sohnes. Er pendelte zwischen Nürnberg und Krakau.
Smuda starb am 18. August 2024 im Alter von 76 Jahren.